# Wim Vanseveren
Wim Vanseveren (Tielt, 23 januari 1956) is een Belgisch adviseur en voormalig televisieproducent. Hij was netmanager van TV1 van 1998 tot 2003, administrateur-generaal van Toerisme Vlaanderen van 2003 tot 2006, algemeen directeur televisie bij de VRT van 2007 tot 2008 en directeur van het Vlaams-Nederlands Huis deBuren van 2015 tot 2019.

## Loopbaan

### Cultuurcentrum Gildhof
Wim Vanseveren is germanist van opleiding. Hij startte zijn loopbaan als eerste directeur van cultuurcentrum Gildhof in zijn geboortestad Tielt en organiseerde er het eerste kleutertheaterfestival in ons taalgebied. Sinds 1977 is hij actief in de culturele sector.

### VRT
Op 31-jarige leeftijd stapte Vanseveren over naar het toenmalige BRT (de huidige VRT), waar hij producent Jeugd werd. Hij was verantwoordelijk voor programma’s zoals De Boomhut en Draaimolen, maar raakte vooral bekend door Dag Sinterklaas, Kulderzipken (beide van Hugo Matthysen) en Buiten De Zone (het programma waarmee Bart De Pauw doorbrak).
Na een kortstondig mandaat als productiemanager werd hij in 1998 netmanager van TV1 (het huidige Eén). Vanseveren introduceerde nieuwe genres zoals de docusoap (Het leven zoals het is) of de laatavondtalkshow (De laatste show) en vormde TV1 om van 'pretnet' tot 'humaninterestnet'. Ook lag hij aan de basis van nieuwe fictiereeksen zoals Stille Waters en Witse. Na jaren van VTM-hegemonie werd TV1 in 2002 opnieuw marktleider.

### Na de VRT
In 2003 stelde de Vlaamse Regering Vanseveren in opvolging van Urbain Claeys aan tot administrateur-generaal van Toerisme Vlaanderen. Er kwam een grondig vernieuwd marketingplan en het agentschap legde mee de basis voor een toeristisch fietsroutenetwerk in heel Vlaanderen.
Piet Van Roe vroeg hem in 2006 terug om laatste televisiedirecteur en eerste mediadirecteur van de VRT te worden. Hij verving Van Roe zelf, die deze functie tijdelijk op zich had genomen. Van 1 juni 2007 tot 1 januari 2008 was hij algemeen directeur televisie bij de VRT. Daarna verliet hij de omroep andermaal, werd opgevolgd door Mieke Berendsen en voert hij sinds 2008 in België en Nederland consultancy- en coachingopdrachten uit in media en vrije tijd. In 2010 was hij een van de stichters van productiehuis De Raconteurs, maar hij verliet het na bijna twee jaar om zich opnieuw op consultancy en coaching te richten.
In januari 2013 werd Vanseveren aangetrokken door uitgeverij Lannoo om er audiovisuele producties te maken, gebaseerd op werk waarvan het copyright bij de uitgeverij ligt.
Van september 2015 tot augustus 2019 was hij directeur van het Vlaams-Nederlands Huis deBuren. Sindsdien is hij nog selectief actief als consultant.

## Bestuur organisaties
Wim Vanseveren is voorzitter van Locus (Vlaams steunpunt Lokaal Cultuurbeleid) en Theater Malpertuis. Hij is bestuurslid van het Filmfestival van Oostende en is sinds juni 2018 ook voorzitter van de Ensor Academie, het sectorgenootschap dat de Vlaamse filmprijzen, De Ensors, toekent. In Nederland zetelt hij in de Visitatiecommissie Publiek Omroep (2009] en de Commissie Toekomstverkenning Mediabestel (2013).

## Voornaamste prijzen
1992
- Culturele Prijs BGJG voor het televisieprogramma Draaimolen

1994
- Prijs Radio- en Televisiekritiek voor het televisieprogramma Dag Sinterklaas
- Gulden Boek VBVB voor het televisieprogramma Draaimolen

1996
- Grote Kinderkast (Nederland) voor het televisieprogramma Buiten De Zone
- De HA! van Humo voor het televisieprogramma Buiten De Zone

1997
- Prijs Radio- en Televisiekritiek voor het programma Buiten De Zone
- Golden Cairo voor tv-programms (Egypte) voor het televisieprogramma Lotte

2003
- Verdienstelijkste Alumnus KULAK (Katholieke Universiteit Leuven afdeling Kortrijk)[7]

2006
- Laureaat 6e Persprijs Tieltse Perskring

## Belangrijkste benoemingen
- lid College van Ambtenaren-generaal Vlaamse Gemeenschap, die de Vlaamse Regering adviseert bij het herstructureringsproject Beter Bestuurlijk Beleid (2006)
- lector Vlaams Audiovisueel Fonds (2003-2006 en 2008-2011][8]
- lid van de Visitatiecommissie van de Nederlandse Publieke Omroep (januari 2008 - april 2009)
- voorzitter van theater Malpertuis Tielt (2008 - heden)
- voorzitter van Locus (samensmelting Cultuurlokaal en VCOB, september 2008 tot heden)
- lid van de Raad van bestuur van het Filmfestival van Oostende (september 2012 - heden)
- lid Commissie Toekomstverkenning Mediabestel (Nederland, 2013 - heden)[9]